# Frida Amundsen
Frida Waage Amundsen, född 9 september 1992, är en norsk sångerska. Frida Amundsens debutsingel "Closer" släpptes maj 2011 på EMI.

## Diskografi

### Album
- 2012 – September Blue
- 2015 – What You Asked For

### Singlar
- 2011 – "Closer"[2]
- 2012 – "You're Not Alone"
- 2012 – "Rush"

### Som gästartist
- 2012 – "Colours" (med Christopher)
- 2018 – "One More Day" (med Afrojack och Jewelz & Sparks)